# Dorcadion morozovi
Dorcadion morozovi es una especie de escarabajo longicornio de la subfamilia Lamiinae. Fue descrita científicamente por Danilevsky en 1992.
Se distribuye por China y Kazajistán. Mide 14,2-20,5 milímetros de longitud. El período de vuelo ocurre en los meses de abril, mayo y junio.